# Mynämäki

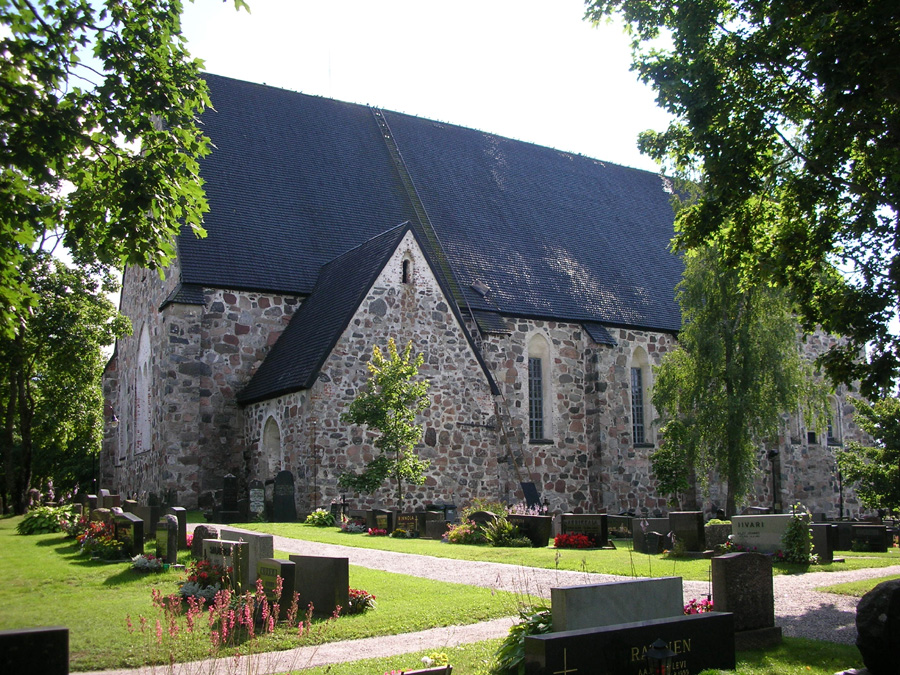
Iglesia en Mynämäki.

Mynämäki (pronunciación en finés: mynæ ˌ mæki) es un municipio y localidad de Finlandia. Se encuentra ubicado en la provincia de Finlandia occidental y forma parte de la región Finlandia Propia. El municipio tiene una población de 8.042 habitantes (según datos del 31 de enero de 2011) y cubre un área de 536.08 km², de la cual 16.37 km² de área son agua. La densidad de población es de 15.18 habitantes por km².
El municipio es monolingüe, por lo tanto el único idioma hablado es el idioma finés. Anteriormente el municipio fue conocido como "Virmo" de acuerdo a documentos suecos, pero hoy en día es conocido como "Mynämäki" también en Suecia.
El municipio de Karjala se consolidó con Mynämäki en 1977. El municipio de Mietoinen se consolidó con Mynämäki en 2007.